# 腹側皮質視覚路

腹側皮質視覚路（紫色の部分）および背側皮質視覚路
（緑色の部分）を示す。いずれも一次視覚野より起こる。

腹側皮質視覚路（ふくそくひしつしかくろ、腹側視覚路、腹側ストリームとも。ventral stream、ventral pathway）とは、霊長類の視覚系を構成する大脳の視覚野と呼ばれる約30の領域のうち、大脳の腹側に位置する経路のこと。

## 概説
視覚野は腹側皮質視覚路と背側皮質視覚路に分けられ、腹側視覚路は視覚対象の認識や形状の表象（意識にのぼる映像）と関係している。一方の背側視覚路は対象の位置や動きの把握と関係している。これらの経路の特徴から、腹側視覚路をwhat経路（回路）、背側視覚路をwhere経路（回路、how回路とも）と呼ぶことがある。腹側視覚路は内側側頭葉（長期記憶を蓄える場所）や大脳辺縁系（情動をつかさどる）、背側視覚路（視覚対象の位置や動きを処理する）と強く関連している。
腹側皮質視覚路は尾側から吻側にむかって、視覚野のV1（後頭葉の一次視覚野、ブロードマンの脳地図の17野）、V2（同じく18野）、V4、そして下側頭葉の後下部 (posterior inferotemporal, PIT)、中下部 (central inferotemopral, CIT)、前下部 (anterior inferotemporal, AIT) とつながる（PITをTEO野、CITおよびAITをTE野とも呼ぶ）。各視覚野とも視空間全体の表象を保っている、すなわち視覚野の神経細胞が受け入れる視界（受容野）は、視覚野の細胞全体として全視野を表象する。視覚情報はまずV1に入り、そこから腹側視覚路に入力されて順に移動する。V1からAITへと移動するにつれて、各神経細胞の受容野のサイズ、潜時、調整の複雑さは、ともに増大する。
これら腹側視覚路の各視覚野は、それぞれの受容野での刺激の質だけでなく、視覚以外の要素にも影響を受ける
。例えば注意活動やワーキングメモリ、視覚的顕現性（salience、目立った視覚的刺激）などがある。つまり腹側視覚路は、目に見える外界にある一つひとつの要素を単に表現しているだけではなく、それらの要素の意味を判断する上で重要な役割を果たしている。